# Euchirella venusta
Euchirella venusta är en kräftdjursart som beskrevs av Giesbrecht 1888. Euchirella venusta ingår i släktet Euchirella och familjen Aetideidae. Inga underarter finns listade i Catalogue of Life.